# 九寸釘樂團

九寸釘樂團標誌

九寸釘（英語：Nine Inch Nails，簡稱NIN，標誌寫成NIИ）是美國的工業金屬樂團，由特倫特·雷澤諾在1988年成立於美國俄亥俄州克里夫蘭市。作為它的主要製作人、歌手、作曲家和演奏家， 雷澤諾是九寸釘唯一且保持全權負責樂團方向的正式成員。九寸釘的音樂橫跨並揉合多種風格。通常在錄製完一張新專輯後，雷澤諾會徵招一組樂團與他進行現場表演。該樂團的陣容往往會隨著現場的情境而重新編排歌曲。在舞台上，九寸釘經常採用如燈光秀等的視覺元素搭配表演。
在樂團成立的早期，九寸釘受到地下音樂聽眾熱情地愛戴。雷澤諾在90年代所製作的幾張極具影響力的作品使樂團的名聲獲得廣泛地普及：許多九寸釘的歌曲成為廣播熱門歌曲、兩張九寸釘的專輯贏得了格萊美獎，並且締造了全球超過3千萬張的唱片銷量，其中有1千1百萬張的專輯銷量是在美國達成的。特倫特·雷澤諾在1997年成了時代雜誌的年度最有影響力人物名單上的一員，且被Spin雜誌形容為「音樂界重要的藝術家(the most vital artist in music)」。2004年，滾石雜誌在其史上最偉大的100位音樂家名單上將九寸釘列為第94名。
1990年九寸釘推出专辑《Petty Hate Machine》，其热门歌曲《Head Like a Hole》使得整個團隊呈現爆紅的特性。1991年，九寸釘参加 Lollapalooza巡演。1992年簽下 Pop Will Eat Itself、Prick 和瑪麗蓮·曼森等人，並推出 EP《Broken》專輯。1994年又推出《The Downward Spiral》專輯。因此成為《花花女郎》杂志「十大摇滚性感明星」。1995年，九寸釘推出了混音专辑《Further Down The Spiral》。2008年的兩張專輯《Ghosts I–IV》和《The Slip》均在實體專輯發行前先以數位格式獨立發行。其中《The Slip》數位版本的取得為完全免費，《Ghosts I–IV》則是在販售的同時能夠合法地在創作共用的許可下以檔案分享的方式取得。樂團最新的專輯《Hesitation Marks》已於2013年8月30日上市。
2020年，九寸釘入選搖滾名人堂。

## 歷史

### 成立(1988–1989)
1987年，特倫特·雷澤諾在克利夫蘭擔任「熱帶鳥(Exotic Birds)」樂團的鍵盤手，因此認識了樂團經紀人John Malm Jr.，兩人成了朋友。而之後雷澤諾離開熱帶鳥開始自己的創作之路時，Malm也成了他的非正式經紀人。

## 音樂作品

### 錄音室專輯
- 《Pretty Hate Machine》 (1989)
- 《Broken》 (1992)
- 《The Downward Spiral 》 (1994)
- 《The Fragile》 (1999)
- 《With Teeth》 (2005)
- 《Year Zero》 (2007)
- 《Ghosts I–IV 》 (2008)
- 《The Slip》 (2008)
- 《Hesitation Marks》 (2013)
- 《Bad Witch》 (2018)
- 《Ghosts V: Together》 (2020)
- 《Ghosts VI: Locusts》 (2020)